# Triângulo Norte da América Central

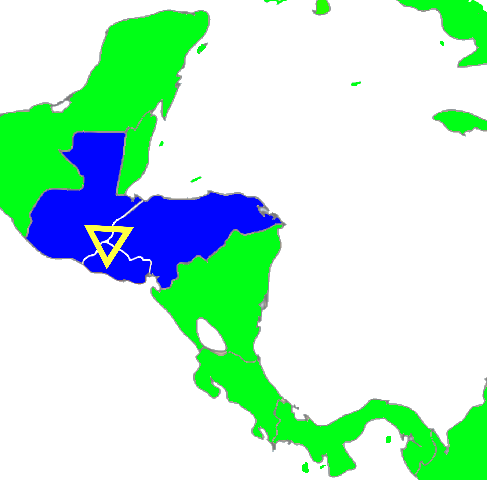
Os três países do Triângulo Norte da América Central: Guatemala, El Salvador e Honduras. Esses países compartilham uma tríplice fronteira na Reserva da Biosfera Trifinio Fraternidad e também caracterizam-se por ter culturas clássicas, história, sociedade e política similares.

Triângulo Norte da América Central refere-se a três países da América Central: Guatemala, Honduras e El Salvador.
O termo é usado em referência à integração econômica desses países  e seus desafios em comum, incluindo pobreza generalizada, violência e corrupção, que levaram muitos dos seus habitantes a se tornarem refugiados após fugirem das três nações.
O Triângulo Norte é uma das regiões mais pobres do Hemisfério Ocidental. Estima-se que 60% dos hondurenhos e guatemaltecos subsistem abaixo de suas linhas nacionais de pobreza, muito maior do que outras nações latino-americanas. Coletivamente, as remessas representam quase 18% da produção econômica do Triângulo Norte.
O Triângulo Norte luta contra a violência crônica, atribuível à guerras civis de longa data do passado e à instabilidade política na região e a amplas redes criminosas, como as organizações criminosas transnacionais, incluindo a 18th Street (M-18) e a Mara Salvatrucha (MS-13). As políticas rígidas contra o crime, promulgadas pelos governos do Triângulo do Norte a partir do início dos anos 2000, na maioria dos casos não conseguiram reduzir o crime e podem ter resultado num retrocesso pela expansão dramática das populações carcerárias, um campo fértil para o recrutamento de gangues. Essa região  foi considerada a mais mortífera do mundo, com uma taxa de mortalidade violenta superior as de zonas de guerra. Segundo as Nações Unidas, em 2011, foram registrados 39 homicídios por 100.000 habitantes na Guatemala, 69 em El Salvador e 92 em Honduras. Já em 2016, houve 27,26 homicídios por 100.000 habitantes na Guatemala, 82,84 em El Salvador e 56,52 em Honduras. A taxa de homicídios diminuiu um pouco até 2019 - com 22 homicídios por 100.000 habitantes na Guatemala, 51 por 100.000 habitantes em El Salvador e 40 por 100.000 habitantes em El Honduras - mas permaneceu marcadamente alta.